# Кучино (платформа)
Кучино — зупинний пункт Горьківського напрямку Московської залізниці та лінії МЦД-4 Московських центральних діаметрів в однойменному мікрорайоні міського округу Балашиха Московської області.

## Історія
Зупинний пункт заснований в 1898. Спочатку обслуговував дачні поїзди, а також посадку і висадку пасажирів без багажу. Назва станції походить від розташованого поруч села, яке згодом стало селищем міського типу, а в 1963 році разом зі станцією було об'єднане в місто Залізничне. Назва села, відомого з XVI століття, походить від прізвища власника — Куча або Кучин.

## Опис

### Розташування
Зупинний пункт розташовується в центрі мікрорайону Кучино Балашихи між зупинними пунктами Ольгино та Салтиківська.
З півдня до станції примикає вул. Центральна (як складова частина Носовихінського шосе та автобусна зупинка «Платформа Кучино», на якій можна пересісти на внутрішньоміські маршрути автобусного транспорту.
На півночі пункт зупинки має вихід до вулиці Чаплигіна, на сході до зупинного пункту примикає проспект Жуковського.

### Інфраструктура
Зупинний пункт складається з двох платформ, проте діє тільки одна (друга є закритою для пасажирів), обладнана навісом.
Платформи та місто сполучені підземним пішохідним переходом.
Зупинний пункт не обладнаний турнікетами.

## Визначні пам'ятки
За 5 хвилин ходьби від зупинного пункту на північний захід розташовується будинок-музей Андрія Бєлого.

## Пересадки
- Автобус: 11, 29, 338